# Бад-Айльзен
Бад-Айльзен (нім. Bad Eilsen) — громада в Німеччині, розташована в землі Нижня Саксонія. Входить до складу району Шаумбург. Адміністративний центр об'єднання громад Айльзен.
Площа — 2,46 км2. Населення становить 2569 ос. (станом на 31 грудня 2021).